# História política dos Jogos Olímpicos de 1936
Os Jogos Olímpicos de 1936 aconteceram ambos na Alemanha: os de verão em Berlim e os de inverno em Garmisch-Partenkirchen. O governo nazi se utilizou dessa chance para fazer propaganda política do regime. Entre a escolha das sedes e a realização dos Jogos, tanto, algumas ideias implementadas pela primeira vez nestes Jogos permanecem até os dias atuais.

## Escolha das cidades
O Comitê Olímpico Internacional se reuniu em Barcelona no ano de 1931 para decidir a sede dos Jogos Olímpicos de Verão de 1936. As candidatas que chegaram à final foram Barcelona e Berlim (outras cidades chegaram a anunciar sua candidatura, mas não foram aceitas pelo COI). A cidade alemã venceu a votação por 43 x 16. Como era tradição na época, os Jogos de Verão e Inverno eram entregues a um mesmo país para serem realizados no mesmo ano. Assim, as cidades vizinhas de Garmisch e Partenkirchen foram as escolhidas para sediar a quarta edição dos Jogos de Inverno. A escolha de uma cidade alemã tinha uma carga política considerável, já que representava o retorno do país às grandes competições desportivas depois da Primeira Guerra Mundial. Além disso, os Jogos de 1916, cancelados por causa da guerra, tinha sido inicialmente atribuídos a Berlim.
Ao escolher Berlim como a cidade-sede das Olimpíadas de 1936, o Comitê Olímpico Internacional (COI) não percebeu – ou não quis perceber – a nuvem marrom (cor do nazismo) que se aproximava no horizonte político da Alemanha.
Depois dos jogos, o próprio número 2 do regime, Rudolf Hess, afirmaria numa reunião do NSDAP (partido nazista) em Nurembergue, que Berlim jamais teria sido escolhida em 1931 se o mundo soubesse quem estaria no poder na Alemanha cinco anos mais tarde.

## Proposta de boicote

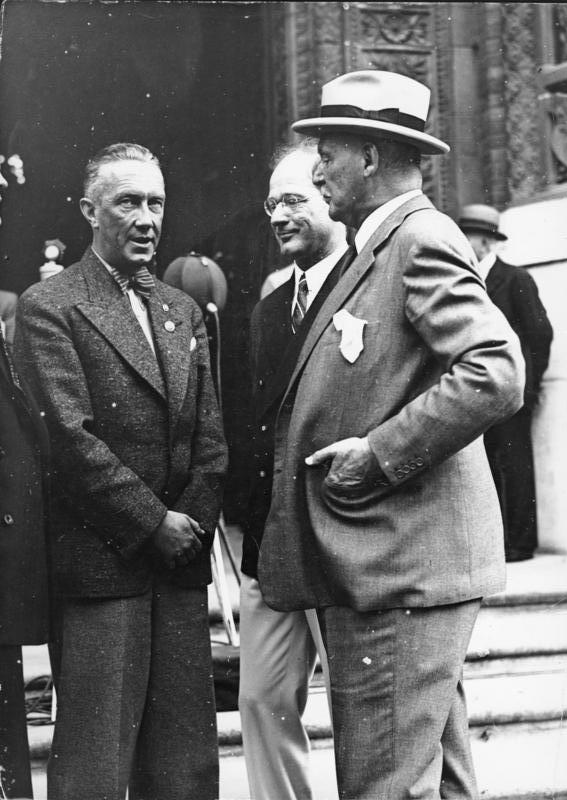
Avery Brundage (no meio), presidente do USOC.

Hitler e o partido Nazi subiram ao poder em 1933, dois anos após a escolha das cidades alemãs pelo COI. Poucos meses depois, começou nos Estados Unidos uma tentativa de boicotar os Jogos, liderada por Jeremiah Mahoney, presidente da União Atlética Amadora. Essa tentativa partiu da atitude tomada pelo governo nazi de segregação racial e exclusão de judeus. Exemplos dessa política foram as exclusões do boxeador Eric Seelig e do tenista Daniel Prenn das federações alemãs.
Avery Brundage, presidente do Comitê Olímpico dos Estados Unidos (e futuro presidente do COI) sugeriu que os Jogos fossem retirados da Alemanha. No entanto, após uma curta visita ao país, Brundage declarou que os judeus alemães estavam a ser bem tratados e que os Jogos deveriam acontecer, como previsto, em Berlim. Brundage, que assumia uma particular responsabilidade, dado que a delegação estadunidense aos Jogos era tradicionalmente a mais numerosa, viria a manifestar-se várias vezes contra um possível boicote, chegando a afirmar haver uma conspiração comunisto-semita contra a participação do país nos Jogos e assinando a publicação Fair Play for American Athletes.
Isso, aliado à promessa de Hitler de "Jogos sem Racismo", evitou o boicote americano, que acabaram por cessar as tentativas de boicote em outros países. O único país que decidiu manter a postura e não participou dos Jogos de Berlim foi a Espanha, que ainda propôs a realização das Olimpíadas Populares em Barcelona. Esta iniciativa acabou sendo cancelada poucos dias antes de se iniciar (alguns atletas já se encontravam mesmo em Barcelona), por causa da Guerra Civil Espanhola, em julho de 1936.
Não há relatos de tentativas de boicote aos Jogos de Inverno em Garmisch-Partenkirchen relacionados ao governo nazi, embora esquiadores austríacos e suíços tenham boicotado o evento em virtude da decisão do COI de proibir que instrutores de esqui competissem, por considerá-los profissionais (o profissionalismo era proibido na época).

## Interrupção do antissemitismo

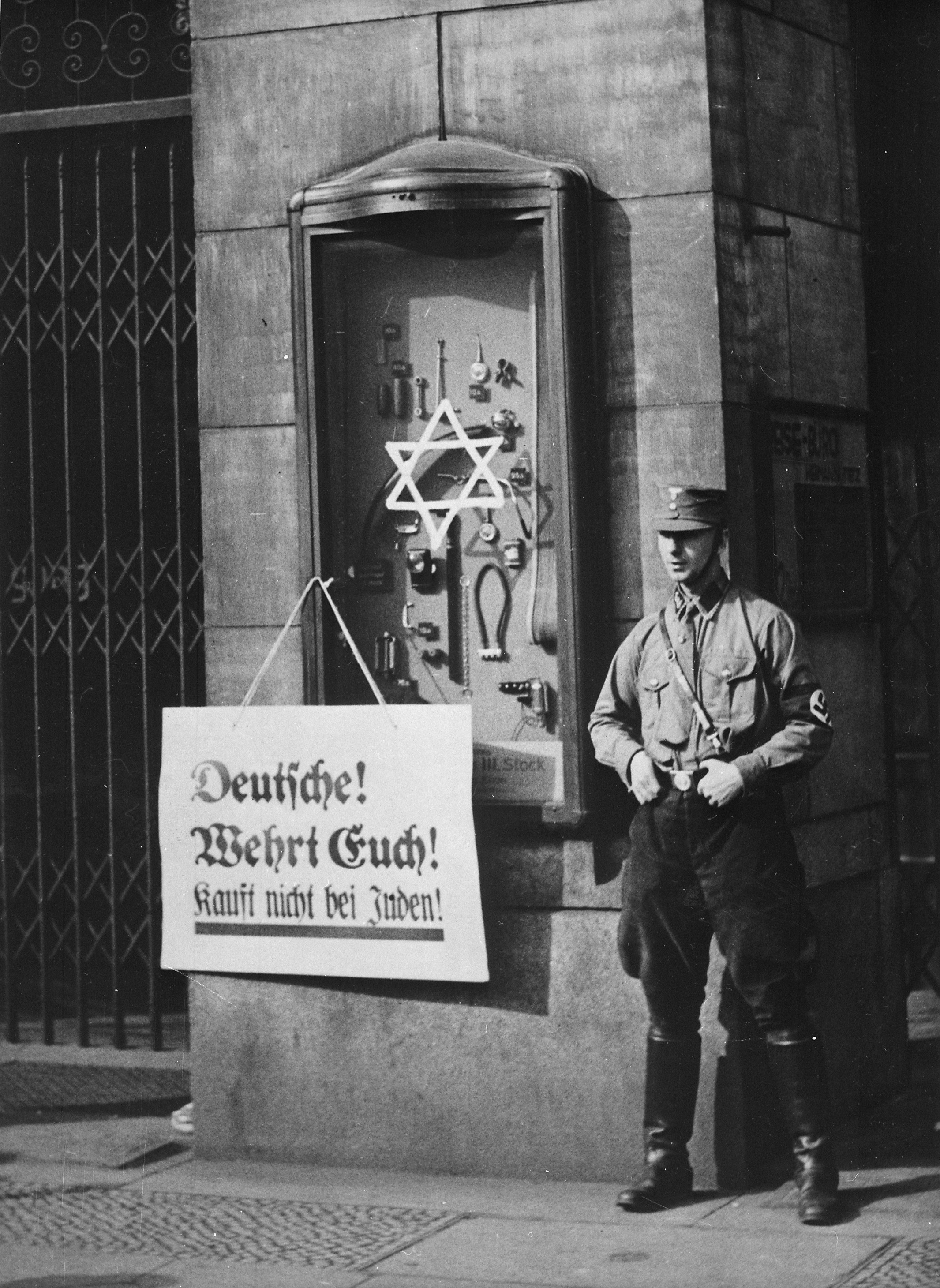
Cartaz anti-ssemita, retirado durante os Jogos.

Nos meses que precederam os Jogos, o governo de Hitler mudou a aparência do país para evitar boicotes e para levar ao mundo a imagem de que o regime era bom. Com isso, campanhas anti-semitas, constantes no país, foram suprimidas. Cartazes contra a presença de judeus, que eram frequentes à entrada de muitas localidades e bairros (com os dizeres "Juden sind nicht erwünscht" - "Judeus não são bem vindos"), foram retirados por ordem de Hitler após um pedido do conde Henri de Baillet-Latour, presidente do Comité Olímpico Internacional, antes da abertura dos Jogos de Inverno. Além disso, a Alemanha aceitou incluir na sua delegação atletas descendente de judeus: Rudi Ball (hóquei no gelo), Helene Mayer (esgrima) e Gretel Bergmann (atletismo).

## Infraestrutura dos Jogos
A construção, a decoração e a renovação das praças esportivas e das áreas de lazer ocorreram em um ritmo bastante acelerado, sem nenhuma preocupação com os gastos. O objetivo era contribuir para a massiva propaganda do regime proposta por Hitler. Os gastos com os Jogos de Inverno são calculados em 2,6 milhões de reichsmarks.. Com os Jogos de Verão, os gastos totais são estimados em 40 milhões de reichsmarks.

### Olympiastadion

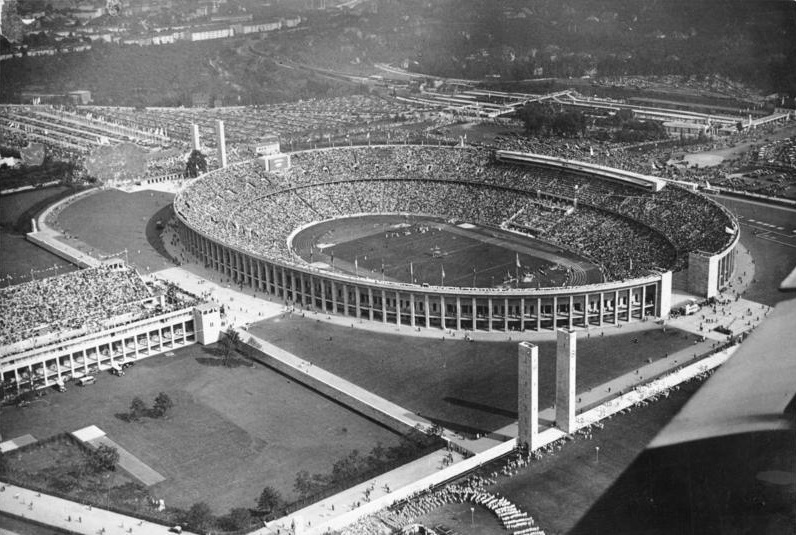
Olympiastadion.

Como materialização dos ideais de imponência que Hitler queria dar aos Jogos, o arquiteto Werner March concebeu o projeto do Olympiastadion (Estádio Olímpico de Berlim). O novo estádio substituiu o Deutsches Stadion (Estádio Alemão), projetado por Otto March (pai de Werner) para os Jogos de 1916, que foram cancelados.
O jóquei clube que existia no terreno começou a ser demolido em março de 1934. No mesmo ano, começou a ser erguida a fachada oeste do novo estádio. As obras, supervisionadas pelo Ministério do Interior, foram conduzidas apenas por cidadãos arianos alemães (exigência do governo). Para acelerar as obras, mais de 2600 operários foram contratados. Apesar de algumas mudanças no projeto, causadas pela megalomania de Hitler, o estádio foi entregue ainda em 1935.

## Os Jogos de Inverno

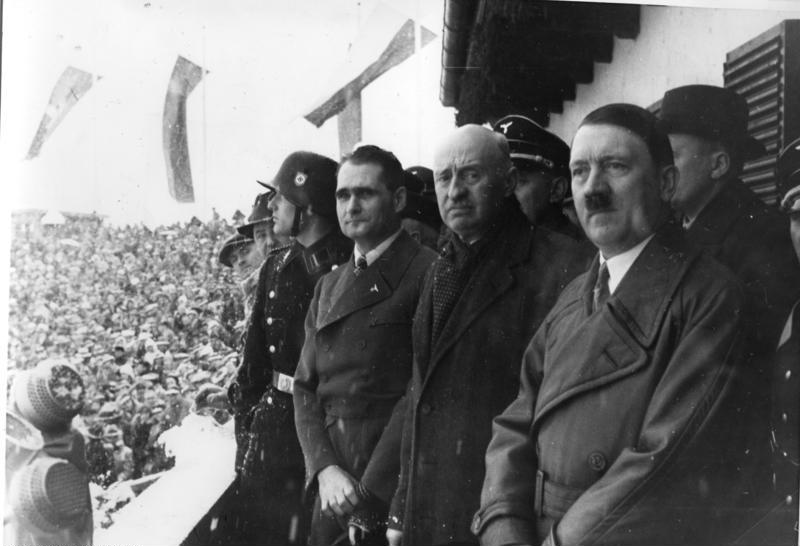
Baillet-Latour (centro) e Hitler (direita) na Cerimônia de Abertura.

Em 6 de fevereiro de 1936 foi aberta a quarta edição dos Jogos Olímpicos de Inverno. A abertura oficial foi feita por Hitler no Große Olympiaschanze ("Grande Morro Olímpico"), estádio criado especialmente para os Jogos e que receberia as competições de esqui e combinado nórdico.
Durante os Jogos, se destacou a figura de Ivar Ballangrud. Numa competição de esqui sem a presença de austríacos e suíços (devido ao boicote), Ivar conquistou três medalhas de ouro, aumentando sua coleção de medalhas olímpicas para sete.
Os Jogos aconteceram num clima ameno, já que nunca houve sérias ameaças de atitudes radicais por causa do regime nazi. No dia 16, mais de 130 mil pessoas assistiram à cerimônia de encerramento dos Jogos.

### Países participantes

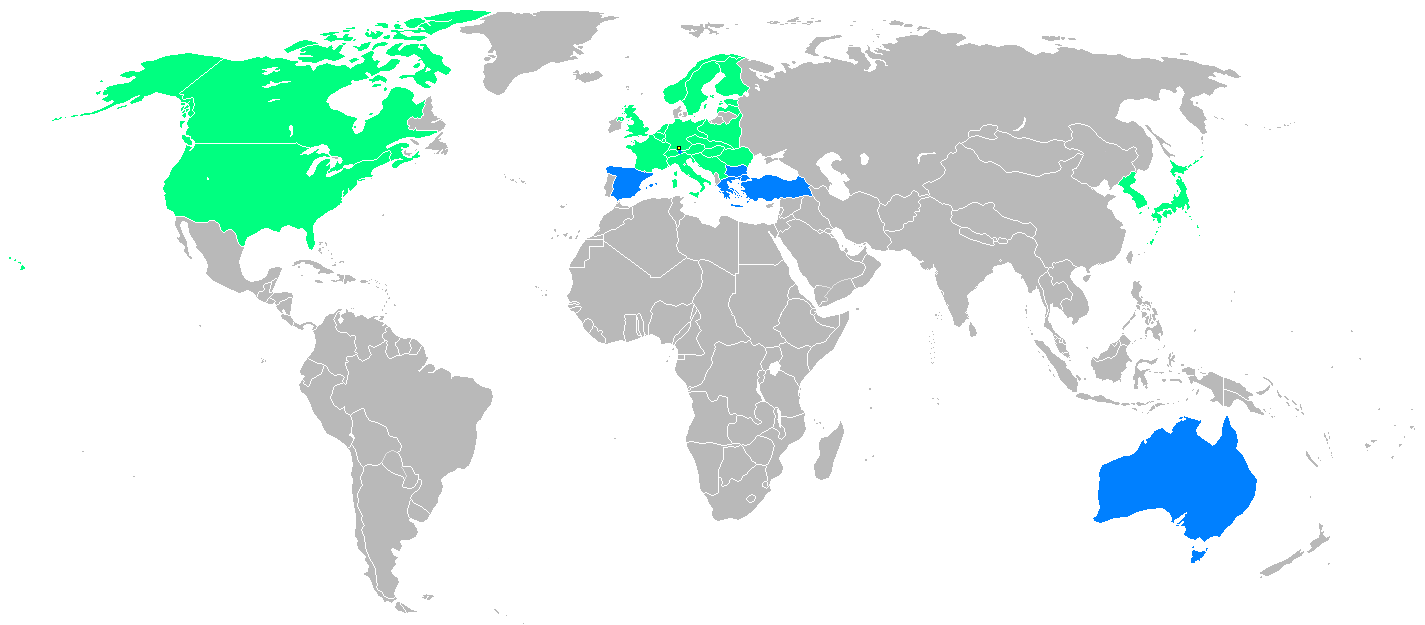
Países participantes dos Jogos de Inverno (em azul, os que participaram pela primeira vez).

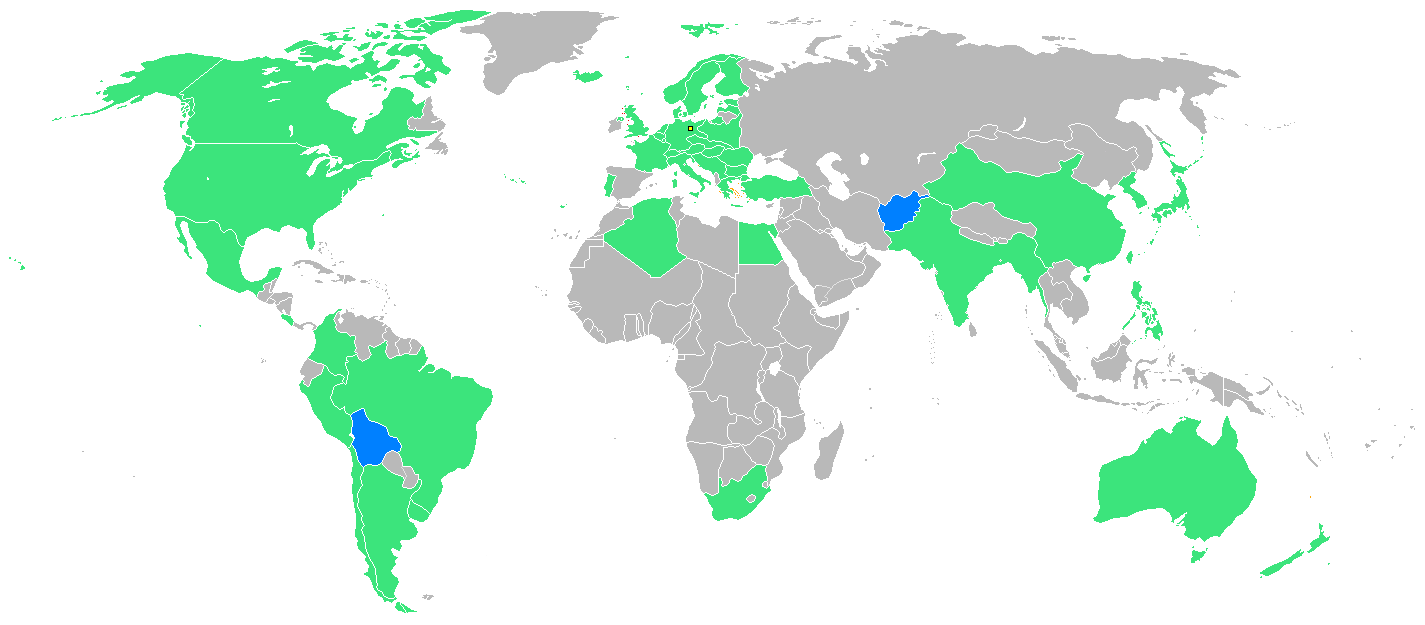
Países participantes dos Jogos de Verão (em azul, os que participaram pela primeira vez).

| - GER Alemanha - AUS Austrália - AUT Áustria - BEL Bélgica - BUL Bulgária - CAN Canadá - TCH Checoslováquia - ESP Espanha - EST Estônia - USA Estados Unidos | - FIN Finlândia - FRA França - GBR Grã-Bretanha - GRE Grécia - HUN Hungria - ITA Itália - YUG Iugoslávia - JPN Japão - LAT Letônia | - LIE Liechtenstein - LUX Luxemburgo - NOR Noruega - NED Países Baixos - POL Polônia - ROU Romênia - SWE Suécia - SUI Suíça - TUR Turquia |

## Os Jogos de Verão

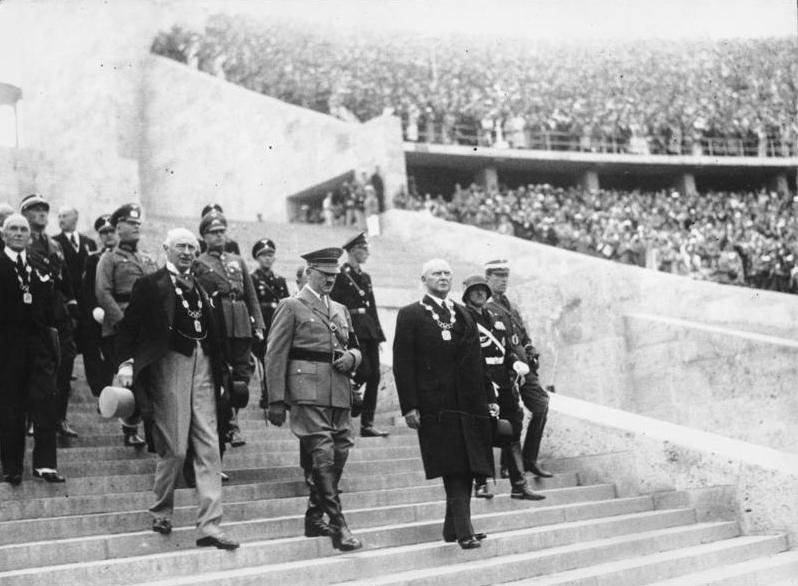
Henri de Baillet-Latour (esquerda) e Adolf Hitler (centro) na Cerimônia de Abertura.

### Cerimônia de abertura
A cidade de Berlim estava enfeitada com suásticas para receber a décima edição dos Jogos Olímpicos de Verão. Durante a cerimônia de abertura, o estádio estava certamente superlotado, enquanto no exterior, uma multidão estimada em 1 milhão de pessoas se alinhou pelas ruas para ver passar o desfile de carros transportando o führer, dignitários do regime e convidados.
Uma fanfarra de trinta trompetes saudou Hitler quando este entrou no estádio. Richard Strauss dirigiu um coro de 3.000 pessoas, que entoou o hino alemão "Deutschland, Deutschland über Alles" e o hino do Partido Nazi, "Horst-Wessel-Lied". Strauss dirigiu também a orquestra que tocou o novo hino olímpico, especialmente composto para esta ocasião.
Muitas das delegações que entraram no estádio para a cerimônia inaugural fizeram a saudação nazi ao passar em frente ao chefe do Estado. As delegações estadunidense e britânica foram duas das poucas que não fizeram.

### Países participantes
| - AFG Afeganistão - RSA África do Sul - GER Alemanha - ARG Argentina - AUS Austrália - AUT Áustria - BEL Bélgica - BER Bermudas - BOL Bolívia - BRA Brasil - BUL Bulgária - CAN Canadá - CHI Chile - COL Colômbia - CRC Costa Rica - TCH Checoslováquia - DEN Dinamarca | - EGY Egito - USA Estados Unidos - EST Estônia - PHI Filipinas - FIN Finlândia - FRA França - GBR Grã-Bretanha - GRE Grécia - HUN Hungria - ISL Islândia - IND Índia - ITA Itália - JPN Japão - YUG Iugoslávia - LAT Letônia - LIE Liechtenstein | - LUX Luxemburgo - MLT Malta - MEX México - MON Mônaco - NOR Noruega - NZL Nova Zelândia - NED Países Baixos - PER Peru - POL Polônia - POR Portugal - ROC Rep. da China - ROM Romênia - SWE Suécia - SUI Suíça - TUR Turquia - URU Uruguai |

### Atletismo
A disputa do atletismo aconteceu entre 2 e 9 de agosto no Olympiastadion. Nas primeiras finais do dia, Hitler desceu até o pódio e cumprimentou os vencedores. Antes de Cornelius Johnson, um negro norte-americano, vencer o salto em altura, Hitler saiu do estádio. Mais tarde, foi divulgado que o führer recebeu a informação de que deveria cumprimentar todos os vencedores ou nenhum deles, e optou por não cumprimentar nenhum. No dia seguinte, Jesse Owens começou a fazer história, ao vencer os 100 metros rasos. Desde então, surgiu o mito de que Hitler não quis cumprimentar Owens pelo fato de ele ser negro, Hitler ficou a frente dos jogos, rumores saíram que ele mesmo teria manipulado varias partidas.

### Futebol
A disputa do futebol, que voltou ao programa olímpico após não ser disputado em 1932, foi marcada pela partida das quartas de final entre Áustria e Peru. A partida terminou empatada em 2 a 2 e foi decidida na prorrogação. Durante o jogo, torcedores peruanos invadiram o gramado e agrediram um jogador austríaco. Enquanto isso, a equipe sulamericana marcou dois gols e venceu o jogo. Devido a pressão de Hitler (que era austríaco), o Comitê Olímpico Internacional mandou as equipes jogarem novamente, dessa vez sem plateia. A delegação peruana não aceitou e se retirou dos Jogos, sendo acompanhada pela Colômbia. A Áustria conseguiu a vaga nas semifinais por W.O.

### Participação dos países lusófonos
O Brasil participou dos Jogos com 94 atletas em dez esportes. Eles não conquistaram nenhuma medalha.
Portugal participou com 19 atletas em cinco esportes. Luís Mena e Silva, Domingos de Sousa Coutinho e José Beltrão conquistaram uma medalha de bronze no hipismo.

## Vitória alemã
Hitler compareceu a muitos eventos durante os Jogos, sendo sempre aclamado pela multidão de espectadores. Como que para recompensar tanto empenho em organizar os Jogos, os atletas alemães conseguiram grandes triunfos, liderando o quadro de medalhas dos Jogos de Verão e ficando em segundo lugar no dos Jogos de Inverno.
| Ordem                           | País                            | Medalha de ouro                 | Medalha de prata                | Medalha de bronze               |                                 |
| Jogos de Garmisch-Partenkirchen | Jogos de Garmisch-Partenkirchen | Jogos de Garmisch-Partenkirchen | Jogos de Garmisch-Partenkirchen | Jogos de Garmisch-Partenkirchen | Jogos de Garmisch-Partenkirchen |
| ------------------------------- | ------------------------------- | ------------------------------- | ------------------------------- | ------------------------------- | ------------------------------- |
| 1                               | NOR Noruega                     | 7                               | 5                               | 3                               | 15                              |
| 2                               | GER Alemanha                    | 3                               | 3                               |                                 | 6                               |
| 3                               | SWE Suécia                      | 2                               | 2                               | 3                               | 7                               |
| Jogos de Berlim                 |                                 |                                 |                                 |                                 |                                 |
| 1                               | GER Alemanha                    | 33                              | 26                              | 30                              | 89                              |
| 2                               | USA Estados Unidos              | 24                              | 20                              | 12                              | 56                              |
| 3                               | HUN Hungria                     | 10                              | 1                               | 5                               | 19                              |

## Diplomacia

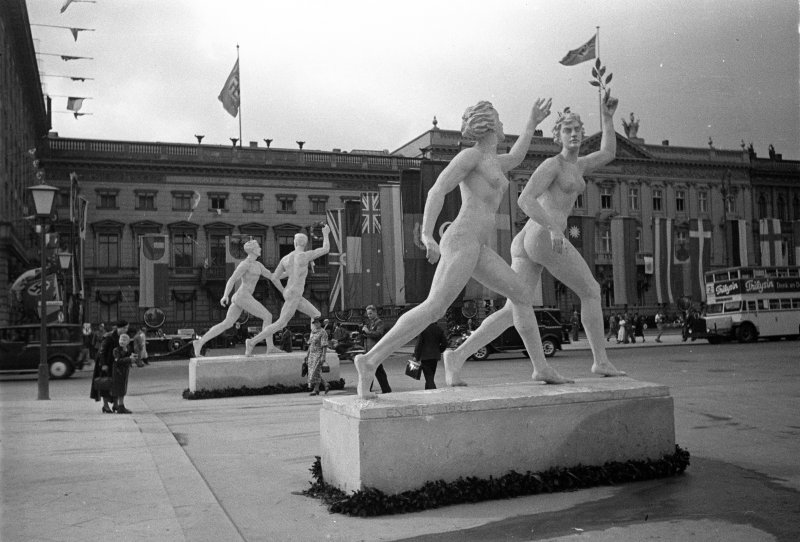
Estética nazi em Berlim, por altura dos Jogos.

Além das competições esportivas, Hitler e o partido Nazi não perderam a oportunidade de impressionar membros de delegações estrangeiras com demonstrações de hospitalidade e extravagância. Joachim von Ribbentrop, recém-nomeado embaixador da Alemanha em Londres (embora ainda não tivesse assumido o cargo), recebeu centenas de convidados estrangeiros em jantares luxuosos na sua mansão em Dahlem. Joseph Goebbels, Ministro da Propaganda, deu uma recepção com fogos de artifício para mais de mil convidados, a maioria estrangeiros. Hermann Göring, então a segunda figura do regime, deu a maior de todas as festas. Segundo Henry Channon, um conservador britânico membro da Casa dos Comuns, os mais de 800 convidados contemplaram a maior festa desde os tempos de Luís XIV, ou mesmo desde Nero.

## Mediatização
A cobertura mediática dos Jogos foi a mais intensa até então. Mais de 300 estações de rádio transmitiram os Jogos em mais de 25 idiomas. Estes foram os primeiros Jogos transmitidos pela televisão, ainda que apenas em Berlim. 150 mil pessoas assistiram aos Jogos em 28 salas de transmissão espalhadas pela capital. No total, os Jogos de Verão receberam mais de 4 milhões de espectadores.
Na imprensa alemã, os relatos dos Jogos dividiam espaço com as notícias da iminente Guerra Civil Espanhola, mas exaltavam o grande sucesso das competições. William Dodd, embaixador norte-americano na Alemanha, descreve uma propaganda que surtira os seus efeitos junto da opinião pública local, mas que desagradara aos estrangeiros.
Os Jogos de Berlim ainda renderam um filme oficial, "Olympia 1. Teil - Fest der Völker" ("Olympia - Festa do Povo").